# Larpeira

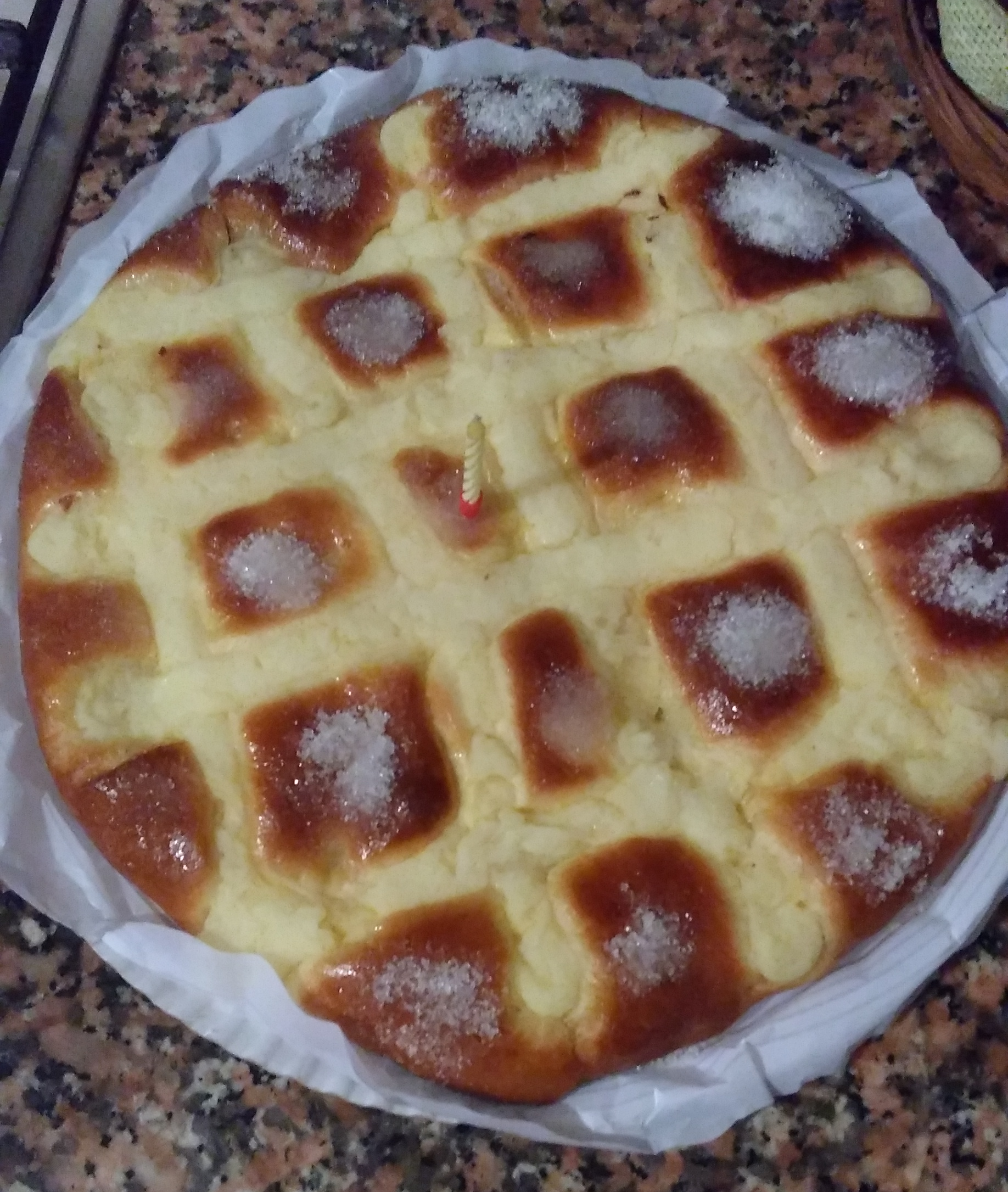
Larpeira.

La larpeira es un postre de la cocina gallega que consiste en una especie de tarta dulce con almíbar y adornada con crema pastelera. Los ingredientes principales de esta tarta son la harina, la leche y los huevos. Es típica de las fiestas de san Juan.
Este postre es típico de la zona de Ferrolterra, de La Coruña y también de Monforte de Lemos.
La larpeira tiene un cierto parecido con la coca de Sant Joan que se elabora en Cataluña.

## Características
La base de esta tarta es una masa dulce que se adorna con crema pastelera y se emborracha con almíbar. Los ingredientes de la tarta son: azúcar, leche, huevos, mantequilla, harina y crema pastelera.
La larpeira conlleva más trabajo que otros postres semejantes ya que hay que preparar un prefermento, trabajar con cuidado la masa y después hay que dejar que crezca unas cuatro horas más. Mientras se espera a que la masa fermente, lo habitual es preparar la crema pastelera y el almíbar para ir adelantando elaboraciones.